# گورستان دیارجان
گورستان دیارجان مربوط به هزاره اول قبل از میلاد است و در شهرستان سیاهکل، بخش دیلمان، دهستان دیلمان، روستای دیارجان واقع شده و این اثر در تاریخ ۱۲ دی ۱۳۸۶ با شمارهٔ ثبت ۲۰۴۷۴ به‌عنوان یکی از آثار ملی ایران به ثبت رسیده‌است.